# Хадасса (больница)
Медицинский центр «Хадасса»  (ивр. מרכז רפואי הדסה‎) — одна из крупнейших больниц в Израиле. Расположенная в столице Израиля Иерусалиме, больница состоит из двух кампусов: один на горе Скопус (Хадасса Хар ха-Цофим), второй — в предместье Иерусалима (Хадасса Эйн Карем). Медицинский центр с момента своего основания используется как клиническая база медицинского факультета Еврейского Университета.

## История

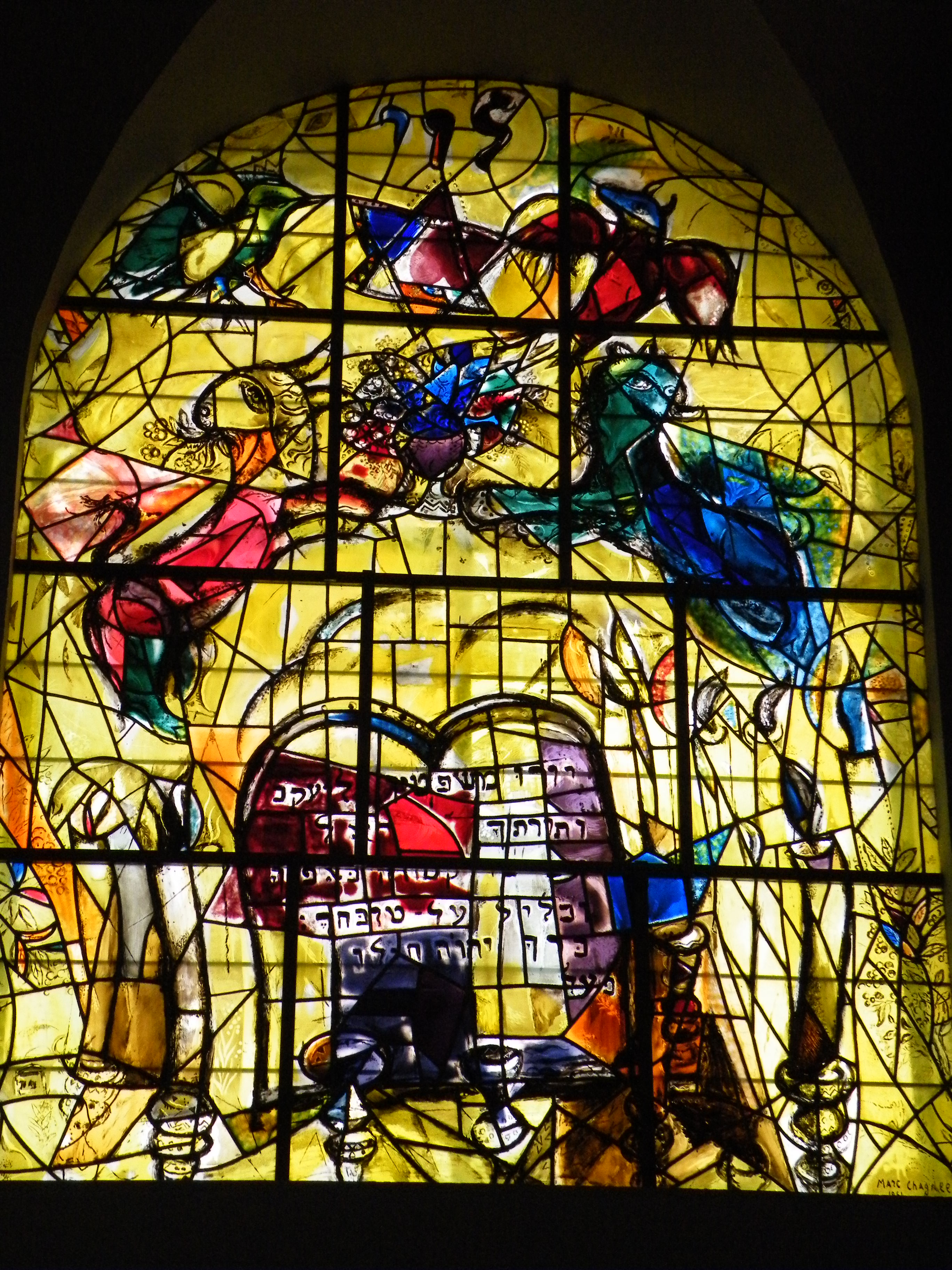
Марк Шагал. Витражи в синагоге больницы Хадасса, изображающие Колено Левия. Эйн-Керем, Иерусалим, Израиль.

Больница была основана и принадлежит Женской Сионистской Организации Америки Хадасса, одной из самых больших женских организаций в США, в которой состоит более 300 000 человек.
Организация Хадасса была создана в 1912 году в Нью-Йорке для оказания медицинской помощи населению Иерусалима, оккупированного османской империей. В 1913 году Хадасса послала в Палестину двух медсестёр. Они открыли маленькую станцию для оказания помощи молодым матерям и лечения трахомы, которая была очень распространена на Ближнем Востоке.
В 1918 году организация Хадасса основала Американское Сионистское Медицинское Подразделение (AZMU), в которое вошли 45 профессиональных медиков. Члены AZMU помогли создать шесть больниц в Палестине, которые были переданы затем муниципальным властям. В этом же году Хадасса основала курсы медсестёр для подготовки медперсонала в Палестине.
В 1919 году Хадасса основала первое отделение школьной гигиены в Палестине, позволившее осуществлять регулярный медосмотр школьников в Иерусалиме. Во время арабских восстаний 1920х годов медсёстры ухаживали за ранеными с обеих сторон. Генриетта Сольд в это время переехала в Иерусалим, чтобы работать над организацией системы здравоохранения.
В 1921 году медсестра Берта Ландсман основала первый в Иерусалиме центр матери и ребёнка (Типат Халав), в том же году открылась больница в Тель-Авиве.
А в следующем была открыта больница в Хайфе. В 1926г организация Хадасса открыла первый центр лечения туберкулёза в Цфате. В 1929г открылся медицинский центр Натана и Лины Штраус в Иерусалиме. Роза Хальперин, шестой глава организации, переехала в Иерусалим в 30х годах, а 9 мая 1939г открылась первая в Палестине больница для обучения медиков, Университетская больница Ротшильд-Хадасса.

### Кампус на горе Скопус (Хар-а-Цофим)
Кампус на горе Скопус был заложен в 1934 году. После пяти лет строительства, комплекс, построенный по проекту архитектора Эриха Мендельсона, открыл свои двери в 1939 году.
В марте 1947 года лидер арабских сил в Иерусалиме, Абд аль-Кадир аль-Хусейни, угрожал взорвать больницу. Он так и не сделал этого, но транспорт по дороге в больницу и из неё подвергался постоянной угрозе нападения. 13 апреля 1948 года, бронированная колонна с врачами, медсестрами, студентами-медиками и др. на пути в Хадассу попала в засаду и 78 человек было убито, это событие получило известность, как «нападение на медицинский конвой в Хадассу».
В соответствии с соглашением о перемирии 1949 года с Иорданией, гора Скопус была объявлена демилитаризованным анклавом и функционирование больницы оказалось невозможным. Персонал переехал во временные помещения в Иерусалиме и в конечном итоге был построен новый кампус в Эйн Карем.
После объединения Иерусалима в результате Шестидневной войны, в кампусе на горе Скопус проводился капитальный ремонт, больница вновь открылась в 1975 году. В кампусе на горе Скопус более чем 300 коек и 30 отделений и клиник, больница обслуживает все население Иерусалима без каких-либо различий. Более трети пациентов кампуса представляет арабское население. В 2011 году американо-израильская актриса Натали Портман, родившаяся в этом районе, снялась в кампании по сбору средств для больницы.

### Кампус в Эйн-Кареме
C 1948 по 1962 год больница Хадасса работала в съёмных помещениях в пяти различных местах в Иерусалиме. В 1961 году был построен новый кампус в Эйн-Кареме. Здание больницы было спланировано Йозефом Ньюфельдом, пионером Интернационального стиля в Израиле.

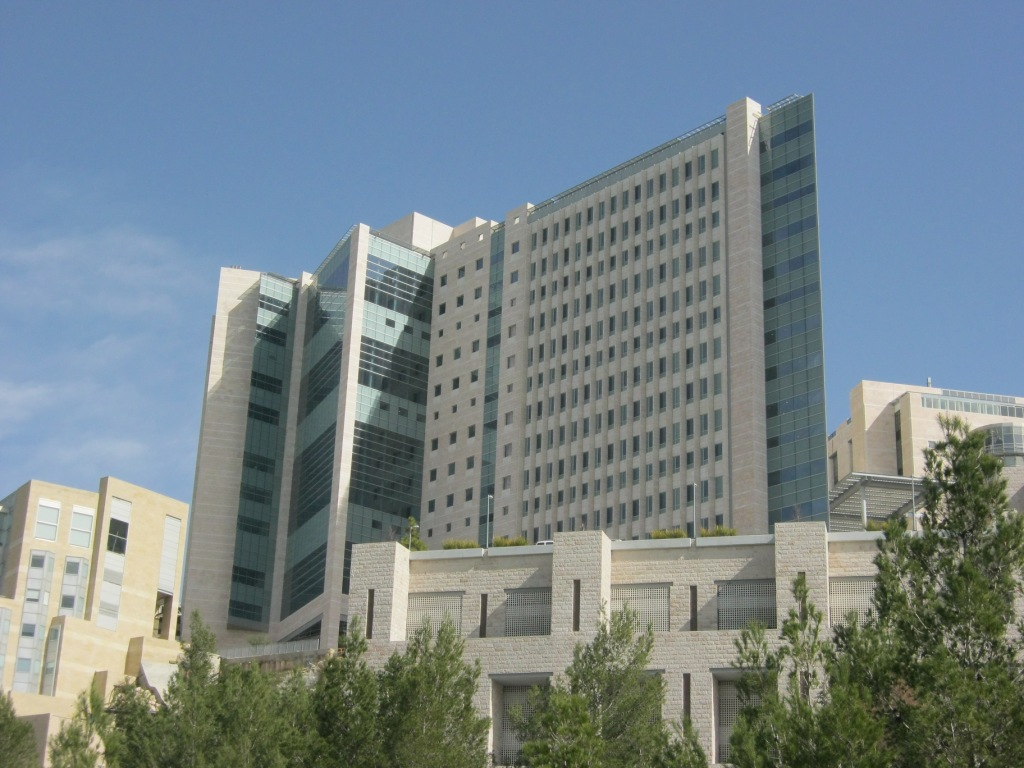
Башня Давидсон, Эйн-Карем, 2012

До открытия нового 19-этажного корпуса в 2012 году, в кампусе насчитывалось 700 коек. Кампус включает в себя 22 здания.
Больница является базой медицинского факультета Еврейского университета, на территории кампуса Эйн Карем располагаются как корпуса больницы, так и учебные корпуса медицинского, стоматологического, фармацевтического факультетов и факультета обучения медсестринскому делу Еврейского университета, а также Израильско-Канадский институт медицинских исследований (IMRIC).
Кампус Эйн Керем известен также знаменитыми витражами «Двенадцать колен Израилевых», которые в 1960—1962 году создал для больничной синагоги художник Марк Шагал.
В марте 2006 года на территории кампуса был открыт торговый центр, включающий магазины, кафе, банк, гостиницу на 96 комнат и связанный с больницей внутренним переходом.

### Сегодняшний день
Начав свой путь 90 лет назад с двумя медсёстрами, обеспечивавшими медобслуживание для бедных еврейских первопоселенцев, больница теперь располагает 22 зданиями, 130 отделениями и подразделениями и 1100 больничными койками. Врачебный персонал медицинского центра насчитывает 850 врачей.
Больница постоянно расширяется, ведётся строительство новых зданий, открываются дополнительные отделения и лаборатории.
В 2005 году больница Хадасса активно упоминалась в прессе в связи с болезнью бывшего премьер-министра Израиля Ариэля Шарона, который после инсульта проходил лечение в её неврологическом, а затем и в нейрохирургическом отделении.
В 2005 году больница была номинирована на Нобелевскую премию мира зарубежными парламентариями и представителями академического сообщества в знак признания равного отношения ко всем пациентам, независимо от их этнических и религиозных различий, и вклада в продвижение мирного процесса в регионе.
На декабрь 2011 года бюджет «Хадассы» составлял $420 миллионов.
В повседневной деятельности больница руководствуется принципом, сформулированным её основательницами, — работать на благо всех народов, без расовых и религиозных различий.

### Филиал «Хадассы» в РФ
5 сентября 2018 года в Международном медицинском кластере (ММК) на территории Инновационного центра «Сколково» состоялось открытие амбулаторного корпуса филиала больницы «Хадасса», ставшего первой в России полностью иностранной клиникой.
Во второй половине 2021 года планируется открытие нового корпуса. Основными направлениями станут: хирургические операции, лекарственная терапия, лучевая терапия, выявление заболеваний на ранних этапах, комплексные диагностические программы.

## Отделения больницы
- Акушерство и гинекология
- Аллергология
- Аудиология
- Гастроэнтерология
- Гематология
- Генетика
- Гинекология
- Дерматология
- Кардиология
- Клиническая микробиология
- Косметическая хирургия
- Лаборатория СПИДа
- Неврология
- Нейрохирургия
- Нефрология
- Онкология
- Отдел аутоиммунных заболеваний и системной красной волчанки
- Отдел трансплантации костного мозга
- Отдел заболеваний печени
- Ортопедия
- Оториноларингология
- Офтальмология
- Пластическая хирургия
- Пульмонология
- Радиология
- Ревматология
- Сосудистая хирургия
- Урология
- Эндокринология

## Детская больница
Детские больничные отделения расположены в обоих кампусах Хадасса (как на горе Скопус, так и в Эйн-Кареме), в них единовременно может разместится до 300 детей. В детских отделениях больницы работают около 100 врачей, а также отдельная команда медсестер и среднего медицинского персонала.
Директором детской больницы Хадасса является профессор Эйтан Керем. Детским отделением на горе Скопус управляют профессор Яаков Баркон, а в Эйн-Керем — профессор Шимон Рейф. Профессор Рафаэль Юдисин возглавляет детское хирургическое отделение.
В детской больнице Хадасса есть три амбулаторных отделения, отделение интенсивной терапии, отделение детской гематологии, отделение неотложной помощи, хирургическое отделение и отделение интенсивной терапии для недоношенных детей и новорожденных. Она также включает в себя Центр хронических заболеваний, который является национальным центром Израиля и педиатрических специалистов, охватывающих все области детской медицины.

## Научные исследовательские центры
- Израильский центр по пересадке костного мозга
- Институт генной терапии имени Голдайн Савад
- Научно-практический центр по нарушениям кальциевого обмена и метаболизма костной ткани «Минерва»
- Национальный банк кожи
- Отдел исследований в области альтернативной медицины (Научно-исследовательское подразделение комплементарной медицины)
- Центр женского здоровья имени Патриции и Рассела Флейшманов
- Центр изучения биологии человека (Циклотронный радиохимический центр)
- Центр исследования сахарного диабета

## Статистика
В 2010 году в клинических отделениях больницы Хадасса работали 850 врачей, 1940 медицинских сестер и более 1020 сотрудников парамедицинских специальностей и обслуживающего персонала.
Клиника размещается в двух кампусах и располагает 1100 больничных коек, 31 операционным залом и 9 специализированными отделениями интенсивной терапии.
На протяжении года Хадасса предоставляет медицинские услуги более чем одному миллиону человек.
По данным за 2012 год в медицинском центре «Хадасса» было зарегистрировано:
- Амбулаторных посещений: 546.134
- Больных, обратившихся в приемное отделение: 137.142
- Больных, принятых в дневном стационаре: 83.150
- Госпитализаций: 86.320
- Лабораторных исследований: 4.076.140
- Младенцев, родившихся в МЦ «Хадасса»: 11.003
- Онкологических и гематологических больных, принятых в дневном стационаре: 36.323
- Процедура ЭКО: 3.965
- Радиологических исследований: 414.155
- Хирургических операций: 34.111

## Известные сотрудники и выпускники
- Аврам Гершко — биохимик, лауреат Нобелевской премии по химии за 2004 год.
- Ривка Карми — педиатр, генетик, президент университета им. Д. Бен-Гуриона в Негеве.
- Аарон Чехановер — биолог, лауреат Нобелевской премии по химии за 2004 год.
- Эмануэль Марголиш[англ.] — биохимик.
- Аркадий Горенштейн (1941—2013) — детский хирург, профессор.